# علم المسببات
علم المسببات أو علم مسببات الأمراض (بالإنجليزية: Etiology) هو دراسة السببية أو النشأة. وبشكل أكثر شمولاً، فإن علم المسببات هو دراسة الأسباب أو الأصول أو الأسباب الكامنة وراء الطريقة التي توجد بها الأشياء، أو الطريقة التي تعمل بها، أو يمكن أن تشير إلى الأسباب نفسها. تستخدم الكلمة بشكل شائع في الطب (المتعلقة بأسباب المرض) وفي الفلسفة، ولكن أيضًا في الفيزياء وعلم الأحياء وعلم النفس والحكومة والجغرافيا والتحليل المكاني واللاهوت في إشارة إلى أسباب أو أصول الظواهر المختلفة.